# Église de l'Assomption de Għargħur

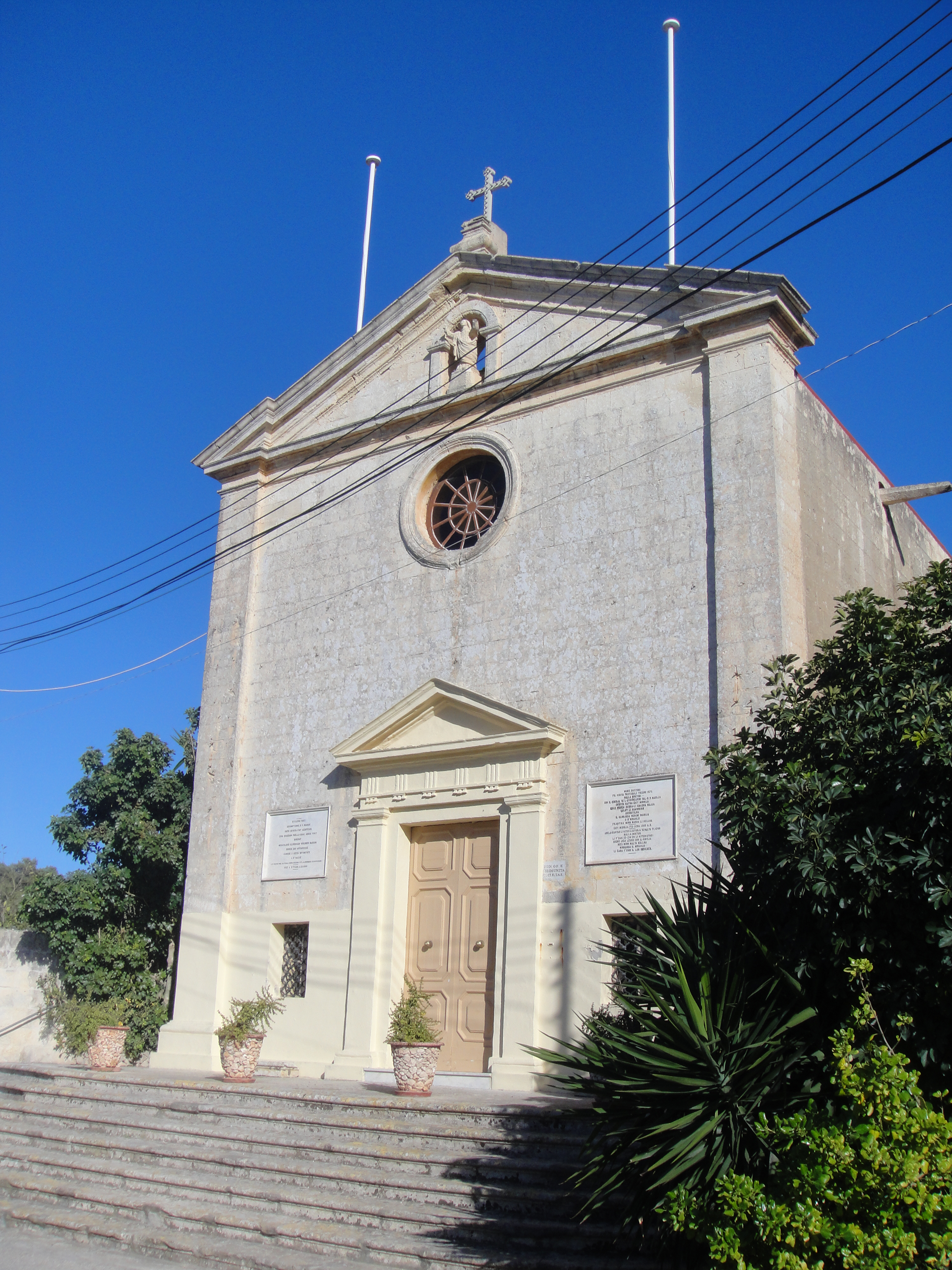
Église de l'Assomption à Għargħur.

L'église de l'Assomption est une église catholique située à Għargħur, à Malte.

## Historique
La date précise de la construction de l'église n'est pas connue ; il faut se fier aux écrits de Mgr Dusina qui, lors de sa visite pastorale en 1575, rapport qu'une église a été bâtie après qu'une jeune femme avait reçu une grâce à la suite d'une apparition miraculeuse de la sainte Vierge en 1560. Détruite, l'église a été reconstruite en 1650.